# Ruhland
Ruhland (hornolužickosrbsky Rólany) je město v okrese Horní Sprévský les-Lužice na jihu Braniborska ve východních partiích Německa. Protéká tudy řeka Schwarze Elster a ve vzdálenosti 12 kilometrů severovýchodním směrem se nachází město Senftenberg. Město je významným železničním uzlem.